# Pico 31 de Março
Le pico 31 de Março (« pic du 31 mars » en français) est une montagne marquant la frontière entre le Brésil (État d'Amazonas) et le Venezuela.
Il s'agit du deuxième sommet du Brésil par son altitude, après le pico da Neblina dont il constitue l'antécime, distant de 700 m l'un de l'autre. Il culmine à 2 974 m d'altitude dans la serra do Imeri (pt) du plateau des Guyanes. Il se situe sur le territoire de la municipalité de São Gabriel da Cachoeira, au sein du parc national du Pico da Neblina.